# Vlorabukten
Vlorabukten är en bukt i Medelhavet som ligger i distriktet Vlorë  i sydvästra Albanien. Den ligger i Adriatiska havet innanför halvön Karaburun. I buktens mynning ligger ön Sazan. I buktens östra del ligger hamnstaden Vlora och norr därom skiljs den av ett smalt näs från Nartalagunen.
Vlorabukten bedöms ha potential för marin turism men även för solbad och bad längs kusten på halvön.[källa behövs]

## Bilder

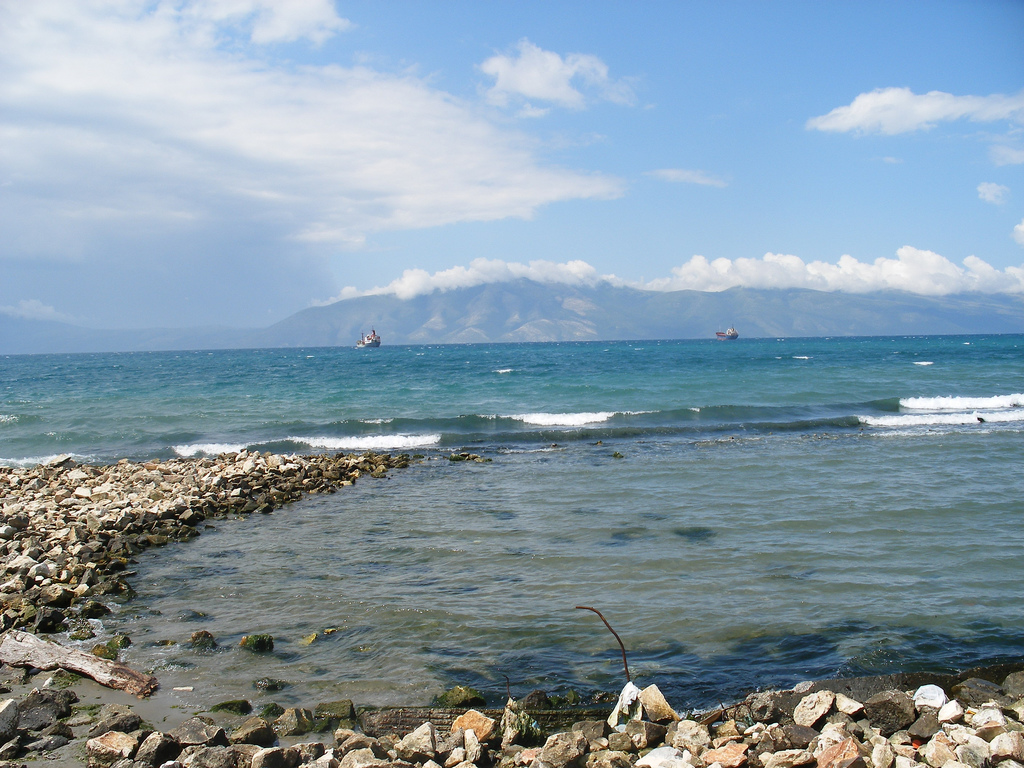
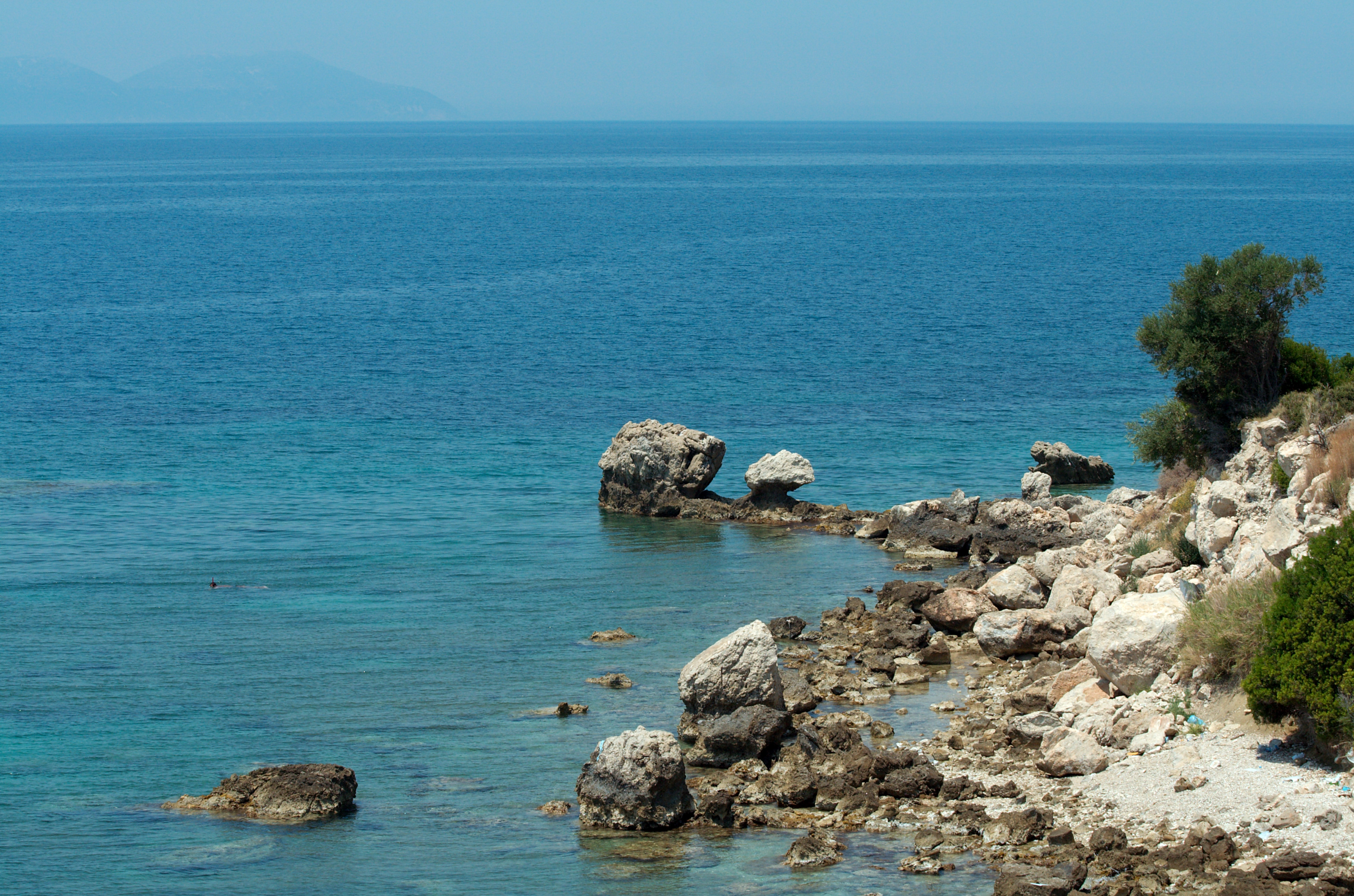
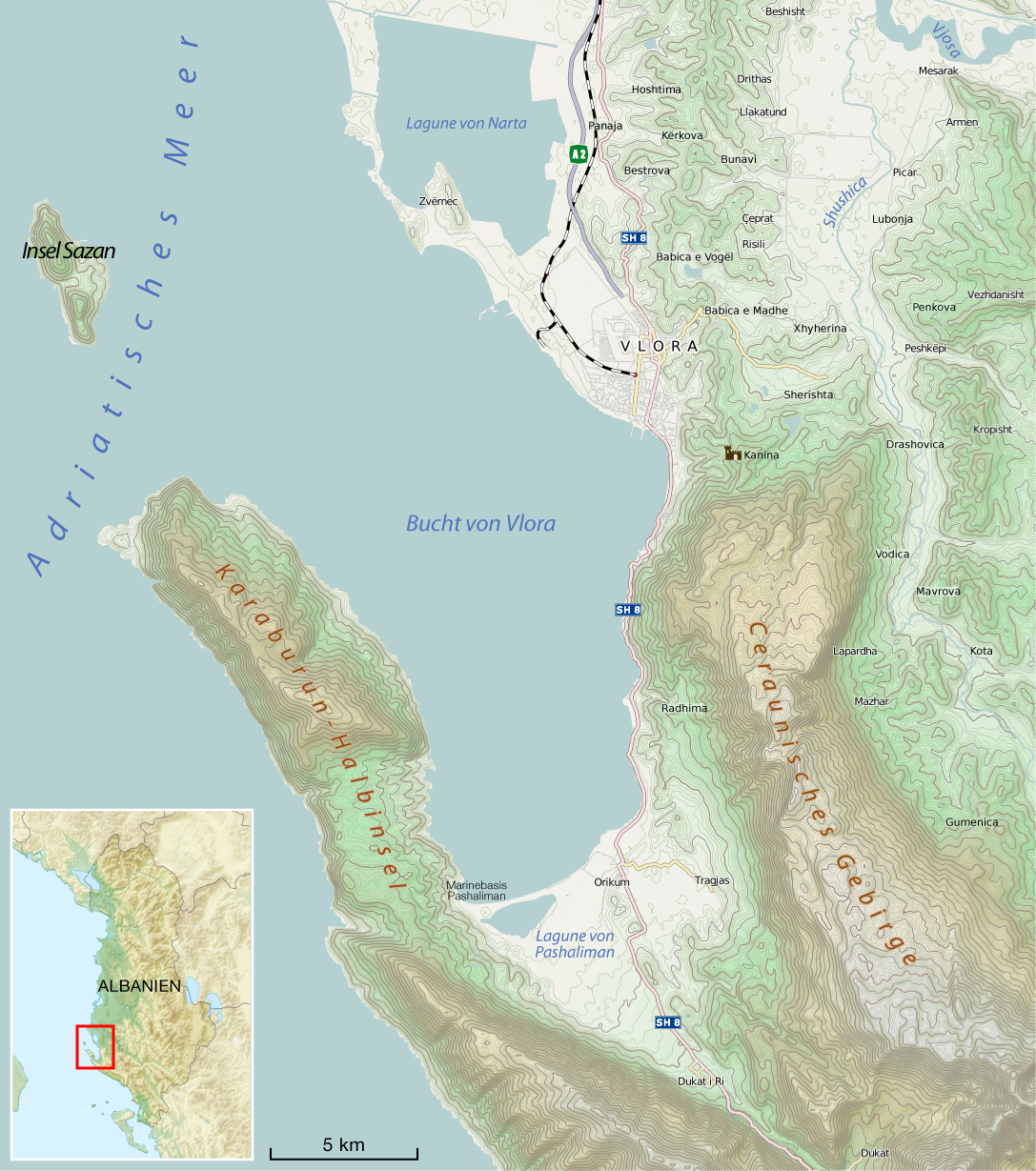

## Klimat
Klimatet i området är tempererat. I staden Vlorë på östra sidan av bukten finns en väderstation. Där är årsmedeltemperaturen 16,4 °C. De varmaste månaderna är juli och augusti, då medeltemperaturen är 24,5 °C, och den kallaste är januari, med 9,5 °C. Genomsnittlig årsnederbörd är 995 millimeter. Den regnigaste månaden är november, med i genomsnitt 192 mm nederbörd, och den torraste är juli, med 9 mm nederbörd.
| \| J \| F \| M \| A \| M \| J \| J \| A \| S \| O \| N \| D \| \| 120 13 6 \| 106 14 6 \| 92 16 8 \| 79 19 10 \| 54 23 14 \| 28 27 17 \| 9 30 19 \| 26 30 19 \| 32 27 16 \| 116 23 14 \| 192 19 11 \| 141 15 8 \| \| Genomsnittlig temperatur i °C (max. och min.) \| \| \| \| \| \| \| \| \| \| \| \| \| Nederbörd i mm. Årsnederbörd: 995 mm. \| \| \| \| \| \| \| \| \| \| \| \| \| Källa: [1] \| \| \| \| \| \| \| \| \| \| \| \| |          |         |          |          |          |         |          |          |           |           |          |
| J | F        | M       | A        | M        | J        | J       | A        | S        | O         | N         | D        |
| 120 13 6 | 106 14 6 | 92 16 8 | 79 19 10 | 54 23 14 | 28 27 17 | 9 30 19 | 26 30 19 | 32 27 16 | 116 23 14 | 192 19 11 | 141 15 8 |
| Genomsnittlig temperatur i °C (max. och min.) |          |         |          |          |          |         |          |          |           |           |          |
| Nederbörd i mm. Årsnederbörd: 995 mm. |          |         |          |          |          |         |          |          |           |           |          |
| Källa: |          |         |          |          |          |         |          |          |           |           |          |